# Bleihütte
Eine Bleihütte ist eine Industrieanlage zur Verhüttung (Erzeugung) von Blei. Die Bleihütten sind häufig in der Nähe von heutigen oder früheren Bleierzvorkommen angesiedelt.
Die Abläufe und weiteren Hintergründe sind detailliert unter Blei dargestellt.
In Deutschland dominieren heute Hütten, die Altblei, das „Sekundärblei“, wiederaufarbeiten, das überwiegend aus Autobatterien gewonnen wird. Eine Hütte, die Blei durch die Verhüttung von Bleierz gewinnt, heißt Primärbleihütte.
Es gibt mehrere Standorte von ehemaligen und aktiven Bleihütten in Deutschland, darunter
- Stolberg (Rhld.) mit den Primärbleihütten
  - Binsfeldhammer
  - Luzilia
  - Münsterbusch
- Nordenham
  - Bleihütte der Metaleurop
- Freiberg/Sachsen
  - Bleihütte Muldenhütten
- Braubach
  - ehemalige Blei- und Silberhütte Braubach
- im Harz
  - Bleihütte Clausthal
  - Bleihütte Oker
- in der Eifel
  - Bleihütte Kall (besteht nicht mehr)